# Музей современного искусства (Скопье)
Музей современного искусства (макед. Музеј на современата уметност) расположен в столице Северной Македонии, Скопье.

## История
После землетрясения в Скопье 1963 года, разрушившего значительную часть города, люди со всего мира оказывали городу помощь в восстановлении. Свою лепту внесли и художники, подарившие городу свои работы (среди них были Джузеппе Сантомазо, ХАП Грисхабер, Петар Лубарда). Коллекционер наивного искусства Герхард Ледич подарил городу своё собрание. В октябре Международная ассоциация художников (AIAP) на своём съезде призвала поддержать начинание коллег, и в разных странах были организованы мероприятия по приобретению произведений искусства для разрушенного города. На основе полученных в дар работ администрацией Скопье 11 февраля 1964 года было принято решение об учреждении Музея современного искусства.
В 1966 году группа варшавских архитекторов «Тигры» (Клышевский, Вежбицкий и Мокжинский) выиграла конкурс на проектирование здания нового музея. Началось строительство 5 апреля 1969 года, и уже 13 ноября 1970 года состоялось его торжественное открытие.

## Коллекция

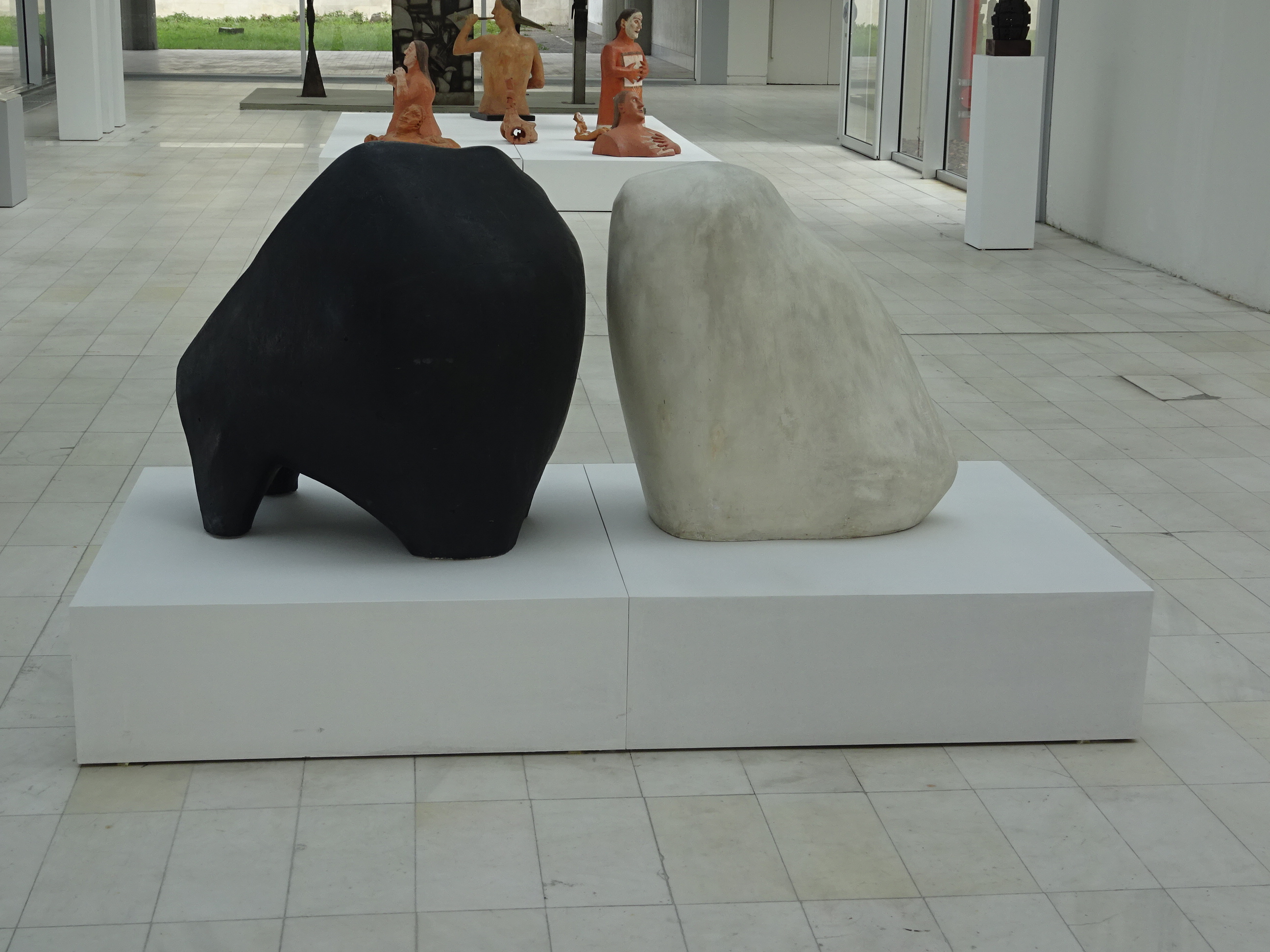
Интерьер музея

Коллекция поделена на два раздела: отечественное и зарубежное искусство. Большую часть коллекции составляют работы 50-х, 60-х и 70-х годов XX века, также в ней представлены более ста произведений раннего модерна.

### Зарубежные мастера
В музее представлены работы таких иностранных живописцев и скульпторов, как Пабло Пикассо, Ханс Хартунг, Виктор Вазарели, Александр Колдер, Пьер Сулаж, Генрик Стажевский, Альберто Бурри, Кристо и Жан-Клод, Энрико Бай, Роберт Якобсен, Этьенн Айду, Золтан Кемени, Эмилио Ведова, Антони Клаве, Георг Базелиц, Андре Массон, Фернан Леже, Франтишек Музика, Эмиль Филла, Джаспер Джонс, Дэвид Хокни, Бернар Бюффе, Пьер Алешинский, Душан Джамоня, Ян Штурса, и других.

### Мастера Северной Македонии
Из македонских деятелей искусства Северной Македонии представлены: Димитар Пандилов, Лазар Личеноски, Никола Мартиноски, Димо Тодоровски, Димитар Кондовски, Ристо Лозаноски, Петар Мазев, Душан Перчинков, Родолюб Анастасов, Танас Луловски, Йордан Грабулоски, Анета Светиева, Димитар Манев, Глигор Стефанов, Петре Николоски, Благоя Маневски, Йован Шумковски и другие.

## Здание

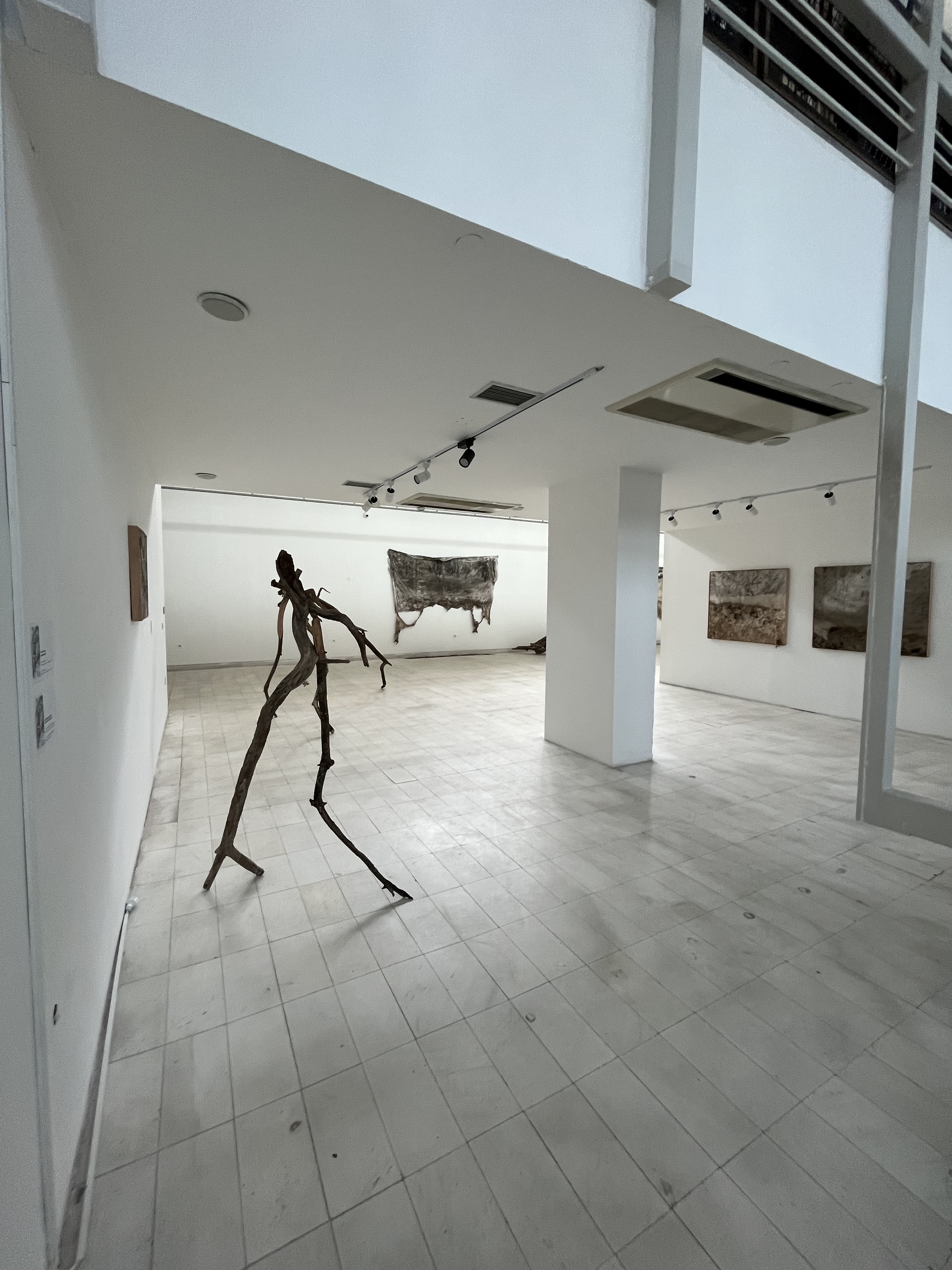
Внутри музея

Здание площадью более пяти тысяч квадратных метров состоит из трёх соединённых между собой корпусов и построено в стиле позднего модернизма. Авторами проекта выступили польские архитекторы из группы «Тигры». Помимо залов постоянной экспозиции и временных выставок, здесь предусмотрены лекторий, кинотеатр на 120 мест, библиотека, архив, хранилище, вспомогательные и административные помещения, а также музейный магазин и буфет.